# Hein Gravenhorst
Hein Gravenhorst (* 1937 in Berlin) ist ein deutscher Künstler und Fotograf.

## Leben
Hein Gravenhorst studierte von 1953 bis 1955 Fotografie, von 1955 bis 1957 Grafik und Industrie-Design und von 1958 bis 1960 Filmtechnik in Berlin und München.
Seit 1970 ist er Dozent für Fotografie an der Fachhochschule Kiel.
Hein Gravenhorst ist ein Vertreter der Konkreten Fotografie und gehört zusammen mit Gottfried Jäger zu den Begründern der Generativen Fotografie.

## Werk
Seit 1965 setzte er sich in seiner Arbeit zunehmend mit den philosophischen Möglichkeiten und technischen Mitteln von Computern auseinander und nahm an ersten Ausstellungen zur Computerkunst teil.
1968 stellte er in der Ausstellung Generative Fotografie im Bielefelder Kunsthaus aus, die sogleich Namensgeber einer neuen Kunstgattung wurde.
Seine fotografische Arbeit ist geprägt durch die in den 1960er Jahren aufkommenden technischen Möglichkeiten der Computer. Die in jener Zeit entstandenen Arbeiten der Werkreihen Fotomechanische Transformationen und Rotatorische Transformationen sind kreisförmige Anordnungen von mehrfachbelichteten Elementen.
Seine Werke sind in zahlreichen nationalen und internationalen Museen vertreten, unter anderem bei der Sammlung Peter C. Ruppert und dem Museum of Modern Art in New York City.

## Ausstellungen
- 1966 Fotografie zwischen Wissenschaft und Kunst. Photokina, Köln, Katalog.
- 1968 Generative Fotografie. Kilian Breier, Pierre Cordier, Hein Gravenhorst, Gottfried Jäger. Städt. Kunsthaus Bielefeld, Katalog.
- 1969 Nova tendencija 4. Neue künstlerische Tendenzen. Muzej za umjetnost i obrt, Zagreb, Katalog.
- 1970–1976 Wege zur Computerkunst. Wanderausstellung der deutschen Goethe-Institute, u. a. Berlin (IDZ), Zürich (ETH), Goethe-Institute Tokio, São Paulo, Brasilia, Rio de Janeiro, Bordeaux (SIGMA 9, 1973), Marseille, Angers: London (Polytechnic of Central) u. a. m., Kataloge.
- 2014 Konkrete und Generative Fotografie 1960-2014 Teil I: Die Pioniere. Photo Edition Berlin, Katalog.
- 2015 Lichtbild und Datenbild. Spuren konkreter Fotografie Museum im Kulturspeicher Würzburg, Katalog.